# 娘七種
『娘七種』（むすめななくさ）は、歌舞伎および日本舞踊の演目の一つ。本来の外題は『春調娘七種』（はるのしらべむすめななくさ）。

## 解説
曽我の対面の中で演じられた長唄による所作事で、曽我五郎、曽我十郎の兄弟に静御前をまじえた三人が春の七草にまつわる所作を見せるものである。初演は明和4年（1767年）正月の江戸中村座、『初商大見世曽我』（はつあきないおおみせそが）の一番目に二代目市川高麗藏の曽我十郎、市川瓣蔵の曽我五郎、中村富治の静御前で演じられた。作曲者は二代目杵屋六三郎。渥美清太郎はこの曲について、「およそ長唄の踊り地の中でこれほど上手い節附の、上品にできたものはあるまいと思ふ」と評している。
なお初演の時には十郎と五郎は素襖に侍烏帽子の姿だったようだが、現在では現行の『曽我の対面』と同じ長裃の姿となっている（直垂に侍烏帽子で演じることもある）。また初演の時の振付けは伝わっておらず、この時の役者評を記した『役者御身拭』には静御前の舞に十郎が小鼓を、五郎が大鼓を打つ役になっていたということが記されており、他には踊りの中に拍子舞が含まれていたのではないかともいわれている。現行で上演されているのは日本舞踊の各流派でそれぞれ新たに振付けしたものであるが、市山流で十郎と五郎が小鼓と大鼓を持って打ち合う所作は古風な技法を伝えているという。
曲は全曲二上りで、初めの次第は謡曲『白髭』より取り入れたもの。道行、ミダレあり、眼目の「春は梢も」の鼓唄となる。「恋の仮名文」から華やかな踊地となる。明治8年（1875年）8月の歌詞改良で「大和仮名文」と改められ、後者の「大和仮名文」の方が一般的に使われている。「渡らぬ先に」から七草の合方となる。従来の三下り主体の長唄を一変させた曲である。